# Ullastrell
Ullastrell est une commune de la province de Barcelone, en Catalogne, en Espagne, de la comarque du Vallès Occidental.